# Sassonia
La Sassonia (AFI: /sasˈsɔnja/; in tedesco Sachsen, [ˈzaksn̩]; in sorabo Sakska), ufficialmente Stato libero di Sassonia, è uno dei sedici Stati federati (Bundesländer) della Germania. Con una superficie di 18400 km² e una popolazione di 4 milioni di abitanti, la Sassonia è il decimo Stato federato per superficie e il sesto per popolazione. 
Rifondato poco prima della riunificazione tedesca nel 1990, occupa all'incirca l'area dell'ex regione che portava lo stesso nome, dissolta nel 1952. La capitale è Dresda. All'inizio del Medioevo il termine "Sassonia" si riferiva a una regione differente, che occupava l'area degli odierni stati della Bassa Sassonia, di Brema, della Vestfalia settentrionale e di parte della Sassonia-Anhalt.

## Geografia fisica
La Sassonia confina con la Polonia (voivodati di Lubusz e della Bassa Slesia) a est, la Repubblica Ceca (regioni di Liberec, Ústí e Karlovy Vary) a sud e gli stati tedeschi della Baviera a sud-ovest, della Turingia a ovest, della Sassonia-Anhalt a nord-ovest e del Brandeburgo a nord. La sua capitale è Dresda, e le altre città principali sono Lipsia, Chemnitz e Zwickau. Dal 1989 lo Stato e i suoi centri urbani hanno perso costantemente popolazione a causa della migrazione verso l'ex Germania Ovest.
L'asse principale della Sassonia è costituito dal fiume Elba, che attraversa lo Stato da sud-est a nord-ovest. Un altro fiume importante, situato ad ovest dell'Elba, è la Mulde. Il fiume Neiße (Nysa) forma il confine con la Polonia.
La parte orientale della Sassonia costituisce la parte meridionale della regione storica della Lusazia (Lausitz) e viene chiamata Lusazia Superiore (Oberlausitz); la minoranza dei Sorbi vive in questa regione, che è oggi bilingue.
Il territorio si eleva gradualmente da nord verso sud, culminando nelle catene montuose lungo il confine ceco. Le Montagne Metallifere (Erzgebirge) si estendono dalla Baviera al fiume Elba. Questo fiume ha scavato una maestosa gola per poter attraversare le montagne dell'Elbsandsteingebirge. Più a est le montagne sono meno alte e formano un paesaggio collinare chiamato Lausitzer Bergland.
A ovest delle montagne Metallifere si elevano i monti Elster, attraversati dal fiume omonimo.

## Storia

### Fondazione del primo stato sassone
Il primo Ducato di Sassonia emerse attorno all'anno 700, in una regione che è completamente differente dall'attuale Sassonia. Era situata infatti negli odierni stati della Bassa Sassonia, della Renania Settentrionale-Vestfalia e della Sassonia-Anhalt. Nel X secolo i duchi di Sassonia erano al tempo stesso re (o imperatori) del Sacro Romano Impero (Dinastia ottoniana o Sassone).
Nel 1137 la Sassonia venne passata alla dinastia Welfen. Raggiunse il suo apice sotto il duca Enrico il Leone, ma dopo la sua morte iniziò a restringersi. 
Nel 1180 grosse porzioni ad ovest dell'Elba dovettero essere cedute ai vescovi di Colonia (queste terre in seguito formarono il ducato di Brunswick-Lüneburg). Il poco che restava venne passato alla dinastia degli Ascani e venne diviso nel 1260 in due staterelli: Sassonia-Lauenburg e Sassonia-Wittenberg.

### Fondazione del secondo stato sassone
La Sassonia-Lauenburg venne chiamata in seguito Lauenburg e non ebbe più niente a che fare con la storia della Sassonia.
La Sassonia-Wittenberg (oggigiorno la Sassonia-Anhalt) venne assoggettata al margraviato di Meißen (governato dalla dinastia Wettin) nel 1423. Un nuovo e potente stato venne istituito, occupante vaste porzioni delle odierne Sassonia, Turingia e Sassonia-Anhalt. 
Anche se il centro di questo nuovo Stato era molto più a sud-est della Sassonia precedente, venne ben presto chiamato Alta Sassonia e quindi semplicemente Sassonia, mentre gli ex territori sassoni vennero chiamati Bassa Sassonia. Alla dinastia dei Duchi di Sassonia, i Wettin, agli inizi del XV secolo venne anche assegnata l'importante dignità di Principi Elettori del Sacro Romano Impero. 
Una linea collaterale dei principi Wettin si separò nel 1485. Questa linea ricevette ciò che in seguito venne chiamata Turingia e vi fondò diversi staterelli (si veda la voce Turingia per maggiori dettagli). Lo Stato rimanente divenne ancor più potente. Nel XVII secolo la Sassonia era nota per le sue grandi conquiste culturali, ma era politicamente inferiore a Prussia e Austria, che premevano sulla Sassonia da entrambi i lati.

### La Sassonia nel XIX e XX secolo
Al Congresso di Vienna, la Sassonia venne costretta a cedere i suoi territori settentrionali alla Prussia. Queste terre divennero la provincia prussiana di Sassonia, che è oggi incorporata nella Sassonia-Anhalt.
La Sassonia rimanente era più o meno identica all'attuale stato federato. Dopo il 1918, la monarchia fu abolita e la Sassonia divenne uno stato federato della repubblica di Weimar, una regione amministrativa (Gau) della Germania nazista e, dopo seconda guerra mondiale, un Land della Repubblica Democratica Tedesca. Venne dissolta nel 1952, ma ricostituita nel 1990 a seguito della riunificazione tedesca. L'odierna Sassonia include anche parte della Slesia, attorno alla città di Görlitz, che rimase tedesca dopo la guerra e per comprensibili ragioni di impraticabilità della creazione di uno Stato separato, venne incorporata nella Sassonia.

## Amministrazione
A partire dal 2012 i tre distretti direttivi (Direktionsbezirk, Chemnitz, Dresda e Lipsia) in cui era diviso lo stato sono stati riuniti in un'unica "direzione territoriale" (Landesdirektion).
La Sassonia è divisa in 10 circondari (in tedesco Landkreise) e 3 città extracircondariali (Kreisfreie Stadt):
Città extracircondariali:
- Chemnitz
- Dresda (Dresden)
- Lipsia (Leipzig)

Circondari:
1. Bautzen

Suddivisione amministrativa della Sassonia (con denominazioni in tedesco)

2. Circondario dei Monti Metalliferi (Erzgebirgskreis)
3. Görlitz
4. Lipsia (Leipzig)
5. Meißen
6. Sassonia Centrale (Mittelsachsen)
7. Sassonia Settentrionale (Nordsachsen)
8. Svizzera Sassone-Monti Metalliferi Orientali (Sächsische Schweiz-Osterzgebirge)
9. Vogtland
10. Zwickau

### Prima della riforma del 1º agosto 2008
1. Annaberg (ANA)
2. Aue-Schwarzenberg (ASZ)
3. Bautzen (BZ)
4. Chemnitzer Land (GC)
5. Delitzsch (DZ)
6. Döbeln (DL)
7. Freiberg (FG)
8. Kamenz (KM)
9. Leipziger Land (L)
10. Löbau-Zittau (ZI)
11. Meißen (MEI)
12. Monti Metalliferi Centrali (Mittlerer Erzgebirgskreis, MEK)
13. Mittweida (MW)
14. Muldentalkreis (MTL)
15. Bassa Slesia-Alta Lusazia (Niederschlesischer Oberlausitzkreis, NOL)
16. Riesa-Großenhain (RG)
17. Svizzera sassone (Sächsische Schweiz, PIR)
18. Stollberg (STL)
19. Torgau-Oschatz (TO)
20. Vogtlandkreis (V)
21. Weißeritzkreis (DW)
22. Zwickauer Land (Z)

C'erano inoltre sette città extracircondariali (kreisfreie Städte) che non appartenevano ad alcun circondario:
1. Chemnitz (Sassonia centro-meridionale, C)
2. Dresda (la capitale, DD)
3. Görlitz (nell'estremo est, GR)
4. Hoyerswerda (che non appartenne alla Sassonia fino al 1945, HY)
5. Lipsia (un'altra grande città, L)
6. Plauen (Sassonia occidentale, PL)
7. Zwickau (Sassonia occidentale, Z)

## Società

### Religione
Chiesa evangelica in Germania 20,9 %, Chiesa cattolica 3,6 %.

## Economia
Tra le regioni della Germania Est, la Sassonia è quella più prospera. La sua economia è cresciuta nel 2006 del 4 per cento, ed è perciò la regione tedesca a più rapida crescita economica. Uno dei fattori determinanti per il suo sviluppo è la presenza, a Dresda, di una sviluppata industria dei microprocessori nata alla metà degli anni novanta (la cosiddetta "FAB30" - oggi "FAB36" - del noto produttore statunitense AMD) ed ulteriormente cresciuta nel 2003/2005 con la "FAB38" (per questo Dresda e dintorni sono chiamate "Silicon Saxony"). Nonostante gli impianti occupino circa 3 000 persone con un indotto diretto ed indiretto di altri 8 000 posti di lavoro, la disoccupazione resta alta e gli investimenti sono scarsi. Per questo la Sassonia e molte altre regioni dell'ex DDR sono al centro di un'attenta politica di sviluppo, fortemente voluta dall'Unione europea, e così possono ricevere sussidi del 30 per cento fino al 2013. Il Land ricava ricchezza anche dal turismo, specie nel distretto lacustre di Lausitz.